# Epropetes velutina
Epropetes velutina är en skalbaggsart som beskrevs av Martins 1975. Epropetes velutina ingår i släktet Epropetes och familjen långhorningar. Inga underarter finns listade i Catalogue of Life.